# 園田矢
園田 矢（そのだ ただし、1942年7月7日 - ）は、日本のジャーナリスト、NHK外信部長などを歴任。

## 略歴
1965年東京外国語大学中国語学科卒業、NHK記者となる。外信部記者、バンコク特派員を経て、1986年から1989年までNHK北京支局(現在のNHK中国総局)長。報道局外信部(現在の国際部)長、アメリカ総局長、解説委員を歴任し、1999年より部外解説委員。東海大学特任教授、宮城大学客員教授も務める。

## 出演番組
- ニュースセンター9時（ニューヨークキャスター）
- NHKモーニングワイド（国際キャスター）
- NHKニュース21（メインキャスター 1991.6-1993.3）
- 私も一言!夕方ニュース（コメンテーター）

## 著書
- 『インドシナからの報告』日本放送出版協会、1981年12月20日。NDLJP:12183124。
- 危機の三日月地帯を行く（共著、日本放送出版協会）
- 国際学のすすめ（共著、東海大学出版会）
- 日本の外交と国際社会（共著、東海大学出版会）